# Fast Infrared Exoplanet Spectroscopy Survey Explorer
Fast Infrared Exoplanet Spectroscopy Survey Explorer (FINESSE) – kosmiczne obserwatorium proponowane przez NASA w ramach programu Explorer, którego zadaniem byłoby badanie składu atmosfer znanych planet pozasłonecznych. Głównym urządzeniem badawczym FINESSE miał być spektrometr podczerwieni działający na długości fal od 0,7 do 5 mikrometrów i pozwalający na wykrywanie w atmosferach planet pozasłonecznych między innymi takich związków chemicznych jak woda, metan, dwutlenek węgla i tlenek węgla. Ze spektrometrem miał współpracować teleskop o aperturze 76 cm.
Zakładano, że misja FINESSE rozpocznie się w 2017 i potrwa dwa lata.
Misja FINESSE konkurowała z misją Transiting Exoplanet Survey Satellite (TESS). Wiosną 2013 jedna z nich miała zostać wybrana przez NASA do dalszej realizacji. 5 kwietnia 2013 NASA poinformowała, że do startu w 2017 roku została wybrana misja TESS.